# E·J·阿诺斯克
埃吉莫福尔·阿诺斯克（1998年11月11日—）為美國男子籃球運動員，最後效力於BNXT聯賽奧斯坦德。

## 職業生涯
2022年8月1日，韓國籃球聯賽水原KT音速彈引進阿诺斯克。10月8日，水原KT音速彈在季前KBL盃決賽中以74比72擊敗蔚山現代摩比斯太陽神奪冠，阿诺斯克攻下32分、10籃板、7記三分球，阿诺斯克在73張媒體選票中獲得42票，成為首位獲選KBL盃MVP的外籍球員。12月22日，阿诺斯克被贾罗德·琼斯頂替。阿诺斯克代表水原KT音速彈出賽22場，場均可挹注13.7分、5.9籃板、1.4助攻。
2023年2月1日，NBA G聯盟鹽湖城明星獲得阿诺斯克。3月21日，德克萨斯传奇獲得阿诺斯克。5月15日，加拿大菁英籃球聯賽溫尼伯海熊簽下阿诺斯克。8月24日，阿诺斯克與法國籃球甲級聯賽羅阿訥合唱團簽下一年合約，填補马克西姆·罗斯的缺陣。11月20日，羅阿訥合唱團終止與阿诺斯克的合約，阿诺斯克的位置被泰奥·皮埃尔-朱斯坦頂替。12月5日，BNXT聯賽列日引進阿诺斯克頂替雷伊·伊多乌。
2024年6月，全国男子篮球联赛合肥狂风引進阿诺斯克。阿诺斯克代表合肥狂风全勤出賽26場例行賽，場均可挹注29.9分、9.5籃板、3.6助攻、1.2抄截，以場均29.9分抱走得分王頭銜。2024年9月，菲律賓籃球協會生力啤酒人引進阿诺斯克頂替受傷的乔丹·亚当斯參加PBA總督盃季後賽。12月6日，奧斯坦德引進阿诺斯克。2025年3月3日，奧斯坦德與阿诺斯克分道揚鑣。

## 個人生活
阿诺斯克的叔叔盖布·穆奥内克、姐姐尼基·阿诺斯克與哥哥O·D·阿诺斯克都是籃球運動員。

## 外部連結
- E·J·阿诺斯克在fiba.basketball（英语）
- E·J·阿诺斯克在NBA G聯盟官網（英语）
- E·J·阿诺斯克在法國籃球甲級聯賽官網（法语）
- E·J·阿诺斯克在韓國籃球聯賽官網（英语）
- E·J·阿诺斯克在Basketball-Reference.com（NBA G聯盟）（英语）
- E·J·阿诺斯克在Sports-Reference.com（NCAA）（英语）
- E·J·阿诺斯克在Eurobasket.com（球員）（英语）
- E·J·阿诺斯克在Proballers（英语）
- E·J·阿诺斯克在RealGM（英语）
- E·J·阿诺斯克在Flashscore（英语）
- . Winnipeg Sea Bears.   [2025-01-06].